# Porta Nuova (Bergamo)

Die Porta Nuova (auch Barriera delle Grazie) ist ein monumentales Stadttor in Bergamo.

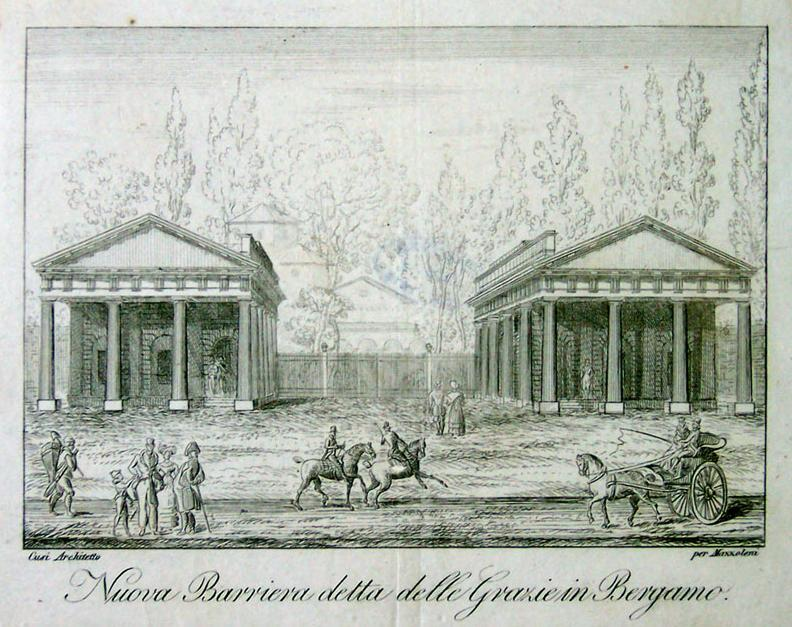
Das Projekt von Cusi auf einer Radierung von 1830.

Sie wurde 1837 im klassizistischen Stil anlässlich der Ankunft von Ferdinand I. von Österreich (1838) nach einem früheren Projekt des Architekten Giuseppe Cusi aus dem Jahr 1828 gebaut, an dessen Realisierung Ferdinando Crivelli beteiligt war.
Der Bau der Propyläen und der Viale Papa Giovanni, die den von der österreichischen Südbahn-Gesellschaft erbauten Bahnhof Bergamo mit der Standseilbahn in den oberen Teil der Stadt verbindet, erzwang den Abriss des Klosters und der Kirche Santa Maria delle Grazie.